# Рицинолеат лития
Рицинолеат лития — химическое соединение,
соль лития и рицинолевой кислоты
с формулой CH3(CH2)5CH(OH)CH2CH=CH(CH2)7COOLi,
твёрдое пастообразное вещество,
растворяется в воде.

## Получение
- Нейтрализация рицинолевой кислоты раствором гидроксида лития

{\displaystyle {\mathsf {LiOH+C_{17}H_{32}(OH)COOH\ {\xrightarrow {}}\ C_{17}H_{32}(OH)COOLi+H_{2}O}}}

## Физические свойства
Рицинолеат лития — технических продукт: твёрдое пастообразное вещество.
Растворяется в воде и органических растворителях.

## Применение
- Загуститель пластических смазок.